# 森美秀
森 美秀（もり よしひで、1919年8月8日 - 1988年5月15日）は、日本の政治家、企業家。位階は従三位勲一等、勲章は瑞宝章。
自由民主党の衆議院議員。千葉県勝浦市出身。長男は自由民主党衆議院議員の森英介。

## 来歴・人物
父は森コンツェルンの総帥で衆議院議員の森矗昶。森清、森曉、三木武夫の妻睦子の弟にあたる。
1940年に玉川塾（専門部）を卒業し、日本冶金工業に入社する。戦後は、東亜精機代表取締役、苫小牧ファーム社長などを歴任。1949年9月3日、東京青年商工会議所（現、東京青年会議所）の発足に参画。発足当初のチャーター・メンバー48名のひとりとなる。
兄・清の急死により、後継者として1969年の第32回衆議院議員総選挙に立候補し、初当選（当選同期に小沢一郎・羽田孜・梶山静六・奥田敬和・渡部恒三・綿貫民輔・塩崎潤・森喜朗・村田敬次郎・松永光・江藤隆美・中山正暉・浜田幸一など）。以後当選7回。自民党では園田直派を経て、義兄の三木武夫派－河本敏夫派に所属した。衆議院大蔵委員長、自民党国会対策副委員長、副幹事長、大蔵政務次官、経済企画政務次官などを経て、1985年に第2次中曽根内閣第2次改造内閣の環境庁長官として入閣する。
議員在職中の1988年5月15日、肝不全のため、関東逓信病院で死去した。68歳没。同月17日、特旨を以て位記を追賜され、死没日付をもって従三位勲一等に叙され、瑞宝章を追贈された。追悼演説は同月24日の衆議院本会議で、吉浦忠治により行われた。
長男・英介が地盤を引き継いで後継者となった。

## 家族
- 父・森矗昶 ‐ 政治家
- 兄・森曉 ‐ 政治家
- 兄・森清_(千葉県の政治家)
- 姉・三木睦子 ‐ 三木武夫の妻
- 妹・安西満江 ‐ 安西正夫の妻
- 妹・田中三重子 ‐  田中覚の妻
- 妻・雅 ‐ 前山久吉の娘。義兄に大和生命社長の前山宏平。その岳父に小泉策太郎。姉たちの婚家に丹羽長徳子爵家、味の素創業家など。[3]
- 長男・森英介
- 従兄・岩瀬亮 (政治家)